# 정인지
정인지(鄭麟趾, 1396년 12월 28일~1478년 11월 26일)는 조선 초기의 문신·성리학자이며 한글학자, 역사가, 정치인이다. 조선국 충청도 관찰사 등을 지냈다.

## 주요 이력
본관은 하동, 자는 백저(伯雎), 호는 학역재(學易齋)이다. 시호는 문성(文成)이다. 성리학에도 조예가 깊었다. 고려사, 고려사절요 등은 김종서가 편찬하였으나 나중에 계유정난 후 정인지로 이름을 바꿔치기 한 것이다.
포은 정몽주의 학통을 사사하고, 1414년(태종 14년) 문과에 급제하여 세종 때 집현전 대제학으로 훈민정음 창제에 참여하였다. 1424년 집현전관(集賢殿官)에 선발된 뒤 집현전에서 근무하며 훈민정음 연구에 참여하였고 1448년 이조판서가 되어 삼남 지방에 토지 등급을 정했다.
1452년부터 1454년까지 《세종실록》의 편찬과 감수를 맡았으며, 세조를 지지하여 계유정난, 세조반정 등에 적극 동조하였다. 1453년 수양대군(首陽大君)이 주도한 계유정난에 협력한 공로로 특별승진하여 좌의정에 발탁되고, 정난공신(靖難功臣) 1등에 책록되면서 하동부원군(河東府院君)에 봉군되었다. 1455년(세조 1) 영의정부사에 승진하고 세조 반정을 지지한 공로로 좌익공신(左翼功臣) 2등에 책록되었다.
1455년부터 1458년까지 영의정부사를 지냈으며, 역사와 고전에도 능하여 고려사와 고려사절요, 용비어천가의 편찬과 감수, 태조실록의 수정에도 참여하였다. 고려사절요는 김종서가 주편찬자였으나 수양대군이 조카인 단종을 죽이고 왕위에 오를 계유정난에 정인지도 동참하면서 주편찬자도 정인지로 바뀌었다. 1468년, 예종 때 한명회, 신숙주 등과 함께 남이·강순의 옥사를 다스린 공으로 익대 공신(翊戴功臣) 3등관이 되고, 예종 사후 원상으로 서정을 주관하다 의경세자의 차남 자을산군을 지지한 공로로 좌리공신(佐理功臣) 2등에 책록되었다.
그의 장남 정현조는 세조의 사위였고, 손자 정승충은 세조의 서자 덕원군의 사위가 되어 이중으로 사돈관계를 형성하였다. 증손녀 하동부대부인은 선조의 생모가 된다. 또한 중종의 후궁(後宮)인 희빈 홍씨의 외증조부다. 권우(權遇)의 문인이다.

## 생애

### 생애 초반

#### 출생과 가계
학역재 정인지는 1396년 12월 28일 석성현감 증 영의정부사 하성부원군 정흥인(鄭興仁)과 흥덕진씨(興德陳氏)의 아들로 태어났다. 아버지 정흥인은 석성현감(石城縣監)을 지내고 사후 증직으로 증 대광보국숭록대부 영의정부사(領議政府事) 하성부원군에 추증되었으며, 어머니 진씨는 진천의(陳千義)의 딸이다. 아버지 정흥인이 내직별감으로 재직 중, 남몰래 도교의 신을 제사지내는 사당인 소격전을 찾아 집안을 일으킬 아들을 얻게 해달라고 오랫동안 기도하고 그를 얻게 되었다 한다. 정인지는 어려서부터 기억력이 비상하고 글을 잘 지었다. 다섯 살 때에 고전을 읽었고, 일곱 살에 소학(小學)을 다 읽어 통달하고 열세살에 성균관에 입학하여 여러 가지 책을 강론하니 모든 선비들이 경탄(驚歎)하고 경복(驚服)하였다 한다.
학맥으로는 포은 정몽주의 손제자로, 포은 정몽주의 제자인 매헌(梅軒) 권우(權遇)의 문하에서 글을 배우고 성리학을 수학하였다. 그는 권우의 수제자였는데, 권우의 문인이 됨으로써 이제현-이색-정몽주로 이어지는 학통을 사사하게 된다. 세종대왕도 권우의 제자였다.
조후(趙侯)의 딸과 처음 결혼하였으나 사별하고, 뒤에 조선초기 문하좌정승을 지낸 이성중의 손녀 경주이씨와 재혼하였다. 1411년(태종 11) 16세때 생원시에 장원(壯元)으로 합격하여 생원이 되었으며 이후 성균관에 다시 돌아가 유생으로 계속 수학하였다.

#### 성균관 수학 시절
6년간 성균관(成均館)에서 공부할 때도 잠시도 게을리 하지 않고 계속 열심히 공부하여 크게 발전하였는데 그 때 육조(六曹)와 홍문관(弘文館), 예문관(藝文館) 그리고 명륜당(明倫堂)의 유생(儒生)들이 모두 모여 도학(道學)을 일으켜 보려고 계책을 세웠다. 뜻을 굳힌 그는 이때 도학을 세울 것을 굳게 결심한다.
유생들의 의지에 대하여 개중에는 불가(不可)하다고 흉보는 사람이 있어 실망하는 사람도 있었다. 그러나 그는 글을 지어 도학이 일어설 것임을 논리적으로 설명하니 모든 유생들이 크게 칭송하였다. 방촌(尨村) 황희(黃喜) 정승이 참판으로 있을 때 이 소문을 듣고 성균관에 와서 유생들을 시험하였다. 그 중 그가 지어 놓은 글을 보시고는 탄복하여 칭찬하기를 “ 그 글의 내용이 극진하여 아무도 따를 사람이 없겠다.”고 하였으며, 또 대제학(大提學) 춘정(春亭) 변계량(卞季良)이 와서 그 문장을 보고 말이나 얼굴 등 모두가 준수하여 미치지 않은 바가 없다고 극찬하였다.
19세때인 1414년(태종 14년)에 문과 대과에 장원으로 합격하자 조선 태종은 친히 그에게 어사화를 내렸다.

#### 관료생활 초기
1414년(태종 14년) 왕이 직접 주관한 식년문과에 장원으로 급제한 뒤 바로 예빈시주부(禮賓寺注簿)에 제수되었으며, 1415년 예문관부교리가 되었다. 이후 사헌부감찰·예조좌랑 등을 지낸 후, 세종 때는 병조좌랑에 전임되었다.
1418년(세종 즉위년) 8월 병조좌랑을 거쳐 1421년(세종 3)에는 태상왕이 된 태종의 추천을 받았다. 태종은 세종에게 그를 추천하며 “대임을 맡길만한 인물이니 중용하라.“고 요청하여 그는 병조정랑에 승진하였다. 이후 세종의 신임을 얻어 예조정랑, 이조정랑과 다시 예조정랑을 역임하였다.
1424년 집현전관(集賢殿官)에 선발되고 집현전 응교에 제수되었다. 그 뒤 그는 태종이 병사하여 상왕으로서의 영향력이 거둬진 후에도 세종의 신임을 얻었다.

### 학자, 관료 생활

#### 집현전, 예문관 학사 시절

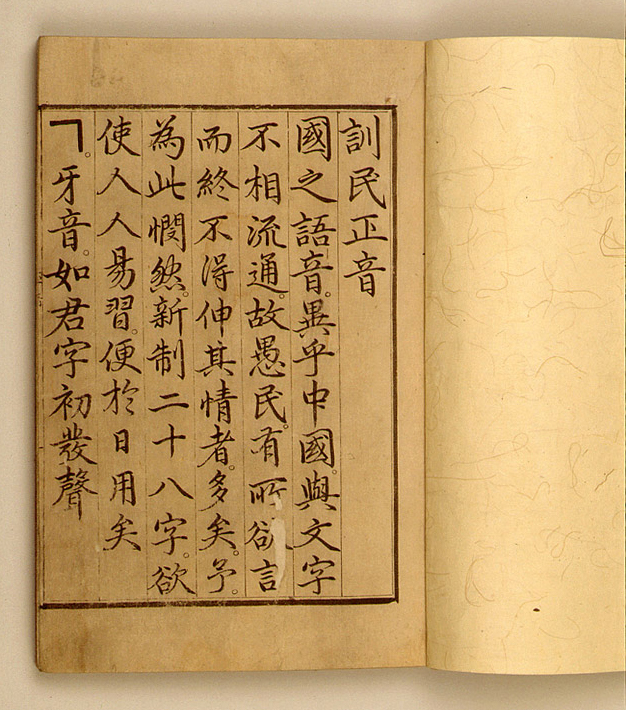
훈민정음

1425년(세종 9년) 집현전직전(直殿)으로 승진하였다. 그 후 세종의 총애를 받아 집현전 학사로 등용되었고, 집현전 응교를 거쳐 1425년 집현전 직제학에 올랐다. 1427년 중시 문과에 장원 급제하여 다시 직제학에 승진하고, 그 뒤 세자시강원좌필선을 겸임하였으며 1428년 통정대부(通政大夫)로 승진, 집현전부제학이 되었다.
집현전 대제학으로 있으면서 그는 세종대왕의 뜻을 받들어 훈민정음 창제와 연구에 심혈을 기울였다. 이후 훈민정음 창제의 당위성을 역설하고 이를 반대하는 주장에 대해 한자는 조선 고유의 문자가 아님을 이유로 반박하였다. 1430년(세종 13년) 우군동지총제(右軍同知摠制)가 되었다. 1431년 정초(鄭招)와 함께 달력인 대통력(大統曆)을 개정하고 《칠정산내편》을 지어 역법을 개정하였다.
세종대왕 집권 초기 집현전 학사의 한 사람으로서 신숙주, 성삼문, 정창손 등과 함께 《훈민정음》의 창제와 편찬에 참여하였다. 1432년 예문관제학 겸 동지춘추관사(藝文館提學兼同知春秋館事)를 거쳐 1433년 2월 인수부윤(仁壽府尹)으로 나갔다가 6월 예문관제학이 되어 돌아왔다. 1434년 4월 이조좌참판과 그해 10월 다시 예문관제학을 지냈다. 1435년초 늙은 아버님을 모시기 위하여 세종 알현(謁見)하고 벼슬에서 물러나기를 청하였으나 왕이 허락하지 않았다. 그해 세종의 배려로 충청도관찰출척사(觀察黜陟使)겸 감창안집전수권농관제조(監倉安集轉輸勸農管提調) 형옥병마사(刑獄兵馬使)에 제수되어 특별히 부임하였다.
1436년 9월 부친상을 당하여 사직하였다. 그 뒤 훈민정음 편찬에 관여하였고, 3년상을 채 마치기도 전에 1437년 문운육성에 대한 관심과 훈민정음 창제를 위한 세종대왕의 특별명령에 의해 예문관제학에 다시 서용되었다.

### 정인지와 김종서
김종서(金宗瑞)가 6진을 개착할 당시, 이징옥이 풍증에 걸릴 정도이므로 함길도는 56세의 김종서가 버티기에 쉽지 않은 환경이었다. 이제 나이 많은 문인이 아닌, 강직한 무인이 후임으로 와서 함길도를 맡을 때라고 그는 생각했다. 그때 청천벽력과 같은 소식이 났다. 김종서의 부인이 병에 걸렸다는 것이다. 모친상을 당했던 그 함길도는 아내가 병 투쟁을 하는데도 지켜 볼 수 밖에 없게 하였다. 그가 가장 없이 고향을 지키는 아내를 위해 세종에게 사면을 청하자 세종이 거부한다. 그러나 그는 끝까지 부인을 생각해 사면을 청하는 끝에 세종은 김종서의 고향인 충청도 공주 땅에 어육을 보낸다. 그러나 충청도 관찰사는 김종서의 부인에게 어육을 주지 않았다. 임금이 밀하길, 김종서의 아내가 병으로 투병인 와중이 심히 길었는데 어찌 보내지 않았는가? 하여 어육을 계속 지급한 끝에 고기를 부인께 드렸다. 당시 이 관찰사가 정인지였다. 고기를 주지 않던 이 시점을 기준으로 훗날 피바람을 몰게 되는 지경이 된다. 후에 정인지를 좋게 보지 않던 김종서는 공조판서 정인지를 병조로 옮겼다가 중추원판사로 좌천시킨다. 수양의 일파는 김종서가 세력을 모으느라 그런 것이라고 달랜 적이 있다. 그리고 삼공 육경과 찬성, 참찬 그리고 지의금부사와 도진무 등을 불러 국무회의를 할 때 중추원판사 정인지를 부르지 않아 섭섭하였다고 한다. 그리고 역사학에서도 김종서와 대면하게 된다. 계유정난 후에 세종실록 및 고려사에서 김종서의 이름이 삭제되고 '정인지'란 이름만으로 기억되게 한다. 큰 며느리(장남 김승규의 처) ‘내은비’와 딸 ‘숙희’, 딸 ‘내은금’은 정인지의 종이 된다.

#### 관료, 외교, 저술 활동
1439년 춘추관제학(提學), 집현전제학이 되었다가 곧 형조참판을 거쳐 1440년 자헌대부로 승진, 그해 5월 정연(鄭淵)의 천거를 받아 형조판서가 되었다. 1440년 11월 지중추원사(知中樞院事)를 거쳐 명나라에 파견되는 사은사로 임명되어 연경에 다녀왔다. 명나라에 갔을 때 중국의 예악 문물이 동쪽이 성(盛)함을 보고 감탄, 돌아오면서 수행원들에게 말하기를 “중국은 사람들이 다 크고 너그러운 마음씨를 가진 곳이다”라고 평하기도 하였다. 1442년 예문관 대제학으로 《사륜오집》(絲綸要集)을 편찬하였다.

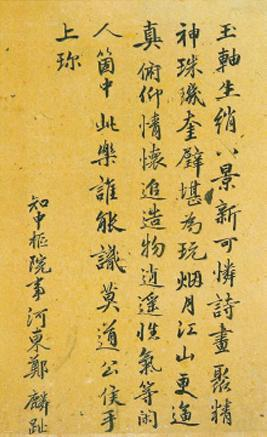
정인지 서예작 (1443년작)

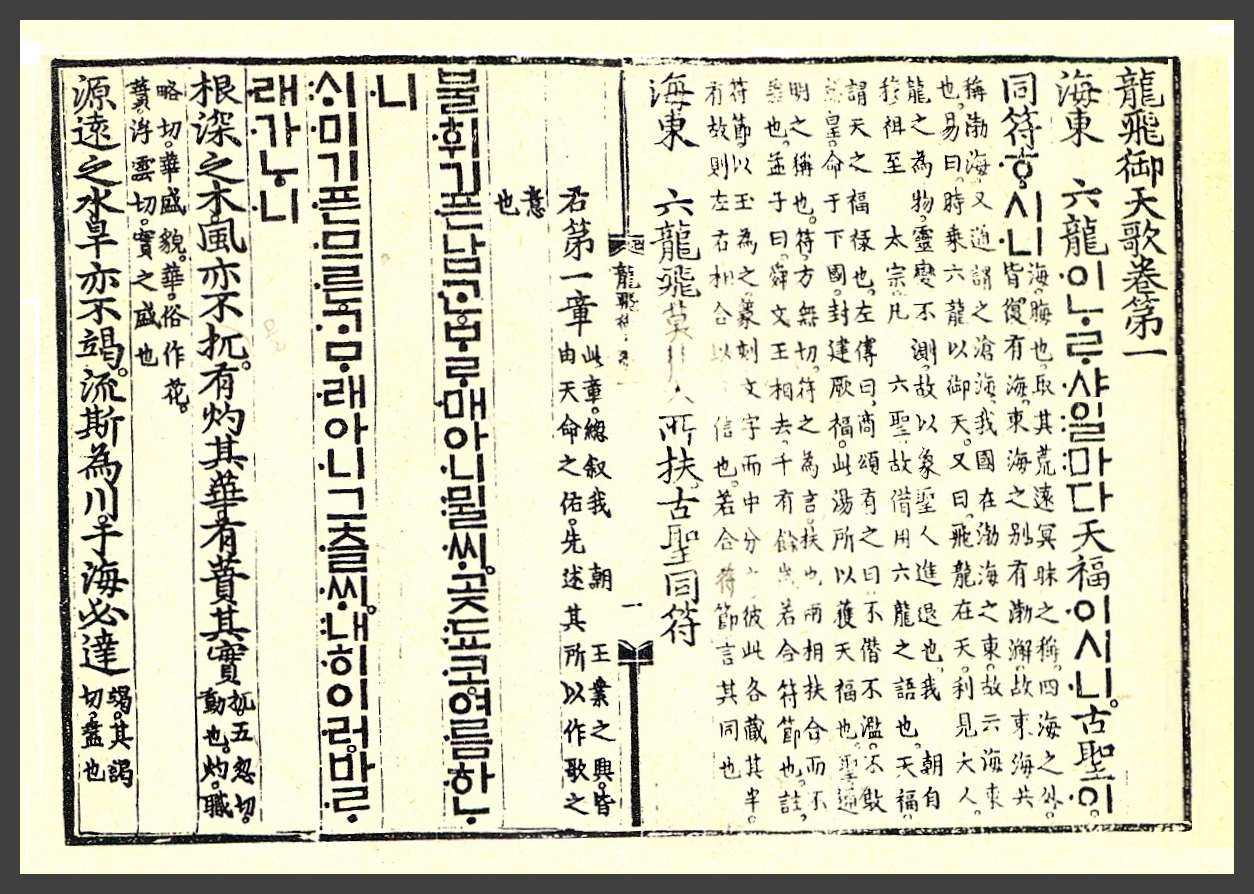
용비어천가 제 1장

1443년(세종 25년) 지중추원사로 재직 중 공법(貢法)을 주장하였다. 이후 공법의 실시를 놓고 찬·반의 논의가 격렬하였으나 그는 공법의 실시를 강력하게 주장하여 관철, 실시를 확정하는 데 공헌하였으며, 전제상정소제조(田制詳定所提調) 겸 삼도도순찰사(三道都巡察使)로 파견되어 경상도, 전라도, 충청도의 토지의 질을 조사한 뒤 전품(田品)을 분배하여 정하였다. 수양대군은 왕자 시절부터 그의 정직함을 알고 그를 찾아 사물을 논했는데, 한번은 그에게 아들의 혼인을 약속하기도 했다.

#### 훈민정음과 용비어천가
1445년에는 권제, 이개, 박팽년 등과 함께 용비어천가를 지었다. 이때 목조(穆祖)에서부터 개국의 기초인 태조, 태종까지의 6대까지의 사적(事蹟)을 직접 자료를 찾아 조사하고 나중에 완성된 뒤에는 용비어천가(龍飛御天歌)라 이름 지었다. 용비어천가의 총 125장(章)을 임금(世宗大王)께서 친히 국문(國文)으로 지어 놓으신 것을 그가 28자 모음을 초(初), 중(中), 종(終) 성(聲)으로 나누어 전환(轉換)이 무궁하도록 하고 진(秦)나라와 한(漢)나라로부터 명(明)나라 황실에 이르기까지 성명순(姓名順)으로 분별하기 좋게 고쳐서 편집을 마쳤다.
1445년 의정부우참찬이 되었다. 우참찬으로 재직 중 《치평요람(治平要覽)》을 찬진(撰進)하는데 참여하였다. 1446년(세종 16년) 세종에 의해 훈민정음이 반포된다. 훈민정음 반포 초기, 일부 학자들의 반발이 있었으나 글을 모르는 아녀자들에게도 글을 읽게 해야 된다면서 훈민정음 반포를 적극 두둔하였다.
1447년에는 이조판서가 된 뒤 지춘추관사가 되어 《태조실록》을 증수(增修)하는 데 참여하였다. 1448년 다시 이조판서에 임명되어 삼남지방의 전품(田品)을 심사하여 토지의 등급을 정하였다. 1449년(세종 31년) 공조판서를 거쳐 1450년(세종 32년) 의정부좌참찬이 되었다. 그는 세종의 총애를 받았는데, 세종 대왕은 그에게 밤에 하늘의 기상(氣象)을 관찰하라고 하시면서 이슬과 서리를 맞는다고 어의(御衣)를 내리시고 또 예악(禮樂)을 다 찬정(撰定)하라고 거듭 명하여 맡겼는데, 그는 직접 사적(史籍)과 문헌을 두루 널리 살펴서 책을 찬하였다. 세종은 임종 직전 집현전 학사들에게 어린 세손을 보필하라는 유언을 남겼으나, 그는 신숙주와 함께 대세를 보고 수양대군의 편에 가담하였다. 또한 수양대군의 차녀가 그의 며느리이기도 했다. 

#### 고려사 편찬과 세조 지지

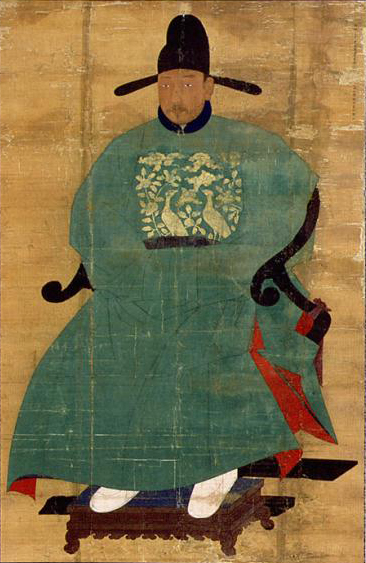
집현전 동료인 신숙주

1451년 김종서(金宗瑞) 등과 함께 완성된 《고려사》를 개찬(改撰), 보수하는데 참여하였고, 1452년(문종 2) 초 김종서 등과 함께 다시 《고려사절요》를 편찬하였다. 1452년 병조판서가 되었으며, 그해 말 《고려사》와 《고려사절요》의 편찬을 완성시켰다. 고려사와 고려사절요를 편찬하던 그는 신숙주와 함께, 우왕과 창왕이 신돈의 자손이라고 주장한 정도전과 고려말 신진사대부들의 견해를 의심하기도 하였다. 그들이 정변과 사사로운 이익을 위해 우왕과 창왕을 신돈의 자손이라고 왜곡했을지도 모른다고 봤던 것이다.
이무렵 안평대군이 집현전 학사들을 포섭하려 하자 수양대군과 한명회 역시 집현전 학사들을 적극 포섭하려 하였고, 권람과 한명회를 통해 신숙주를 포섭하였으며, 신숙주를 통해 정인지를 포섭한다.
1452년(단종 즉위년) 병조판서가 되어 병정(兵政)을 관장하면서 단종을 보필하였으나, 그의 강직함을 꺼려한 황보인·김종서 등의 배척을 받아 품계는 숭정대부(崇政大夫)에 올랐으나 관직은 한직인 판중추원사로 체직되었다. 단종 즉위 초부터 김종서와 황보인으로부터 배척당하면서 그는 한명회, 신숙주 등과 함께 수양대군에게 가까워져 자연스럽게 결탁하게 된다.

#### 세조의 측근

조선 세조

1453년(단종 1년) 계유정난을 일으킨 수양 대군을 도와 좌의정이 되었고 정난 공신 1등으로 하동 부원군(河東府院君)에 봉해졌다. 그 뒤 계유정난에 참여한 공로로 김종서의 며느리를 노비로 분배받았고, 그 뒤 사육신의 난을 진압한 공로로 다시 노비와 토지를 하사받았다. 1455년 세조 때에 영의정에 오르고 좌익 공신 2등이 되었으며, 아들 정현조가 세조의 딸 의숙공주와 결혼하여 부마가 되기도 했다. 그러나 언관들로부터 비판을 몇 번 받다가, 1458년 세조의 불교 행사와 불교책 간행에 반대하여 파면되고 부여로 유배되었다. 그 후 풀려나와 다시 부원군이 되었다.
그러나 1458년 세조가 베푼 연회에서 술에 취하여 취중에 세조를 비판하였다가 국왕에게 무례를 범하였다는 이유로 양사의 탄핵을 받고 논죄되면서 다시 파면, 고신을 환급당하고 외방에 종편(從便)되었으나 그해에 세조의 특별 배려로 다시 소환되어 고신을 되돌려 받았다. 1460년 다시 하동부원군에 복직되었다.
1458년 2월 12일 날씨가 풀리자 세조는 중삭연(仲朔宴)을 베풀었다. 중삭연은 4계절의 가운데 달인 매년 음력 2월, 5월, 8월, 11월에 임금이 신하를 위로하기 위해 베푸는 정기적인 잔치였다. 잔이 돌고 술기운이 오르자 세조는 중신들에게 기녀들의 판소리에 맞추어서 한 사람씩 춤을 추라고 권했다. 춤을 추던 정인지는 춤을 멈추고 세조에게 어린 조카를 굳이 죽여야만 했느냐라고 지적했다. 이어 그는 "전하, 지금 같아서는 이 나라를 하루도 보전할 수 없사옵니다. 성상께오서 주자소에 법화경 등 여러 경을 수백 벌 인행(印行)하게 하였고, 또 대장경 50벌을 인행했사옵니다. 그런데 또 월인석보 등을 간행하시니 아무리 생각해도 옳지 못한 일이옵니다."라고 지적했다. 순간 연회장의 분위기는 싸늘해지고 잔치는 끝나고 말았다. 다음날 세조는 정인지에게 부처의 도리와 유학의 도리를 물었지만 정인지는 취중의 일이라 기억할 수 없다고 대답하였다. 그는 곧 임금에게 무례를 범하였다는 이유로 양사의 탄핵을 받고 의금부에 하옥되었지만 다음날 석방되었다. 이에 의정부좌의정 정창손 등은 수차례 왕에게 무례를 범했다며 그에게 죄를 청했지만 세조는 정인지를 용서했다.
평안도를 시찰하고 돌아오는 길의 술 잔치에서 풍수에 대한 이야기가 오갔는데, 이때 정인지는 풍수에 대한 이론을 늘어놓다가 "여기까지만 하겠습니다. 풍수의 심오한 것까지 들어가면 전하께서 아마 잘 모르실 것입니다."라고 말하였다. 세조는 친히 세종이나 소헌왕후, 문종 등의 장례를 주관하고 길지를 찾는데 동참했으므로 스스로 풍수의 전문가라고 자부하고 있었다. 격분한 세조는 그대는 뭐가 그리 잘나서 남을 깔보느냐라고 질책하고 연회장을 파하였다. 이후 사헌부, 사간원에서 탄핵 상소가 올라왔지만 세조는 취중 실수라는 이유로 용서하였다.
1458년 9월 15일 세조는 경회루에서 환갑이 넘은 대소신려들을 소환, 양로연(養老宴)을 베풀었다. 술에 취한 그는 세조에게 어린 조카를 굳이 죽여야만 했느냐 라고 물었다. 그러자 세조는 정인지에게 지난 2월을 일을 되물으면서 앞으로 불사를 더 일으켜 비명에 죽은 사람을 위로하겠다고 했다. 그러자 정인지는 "그대는 무슨 말을 하는가? 옛날부터 그렇게 가르쳐도 유학의 도리를 모른다는 말인가? 그대의 생각을 나는 한 가지도 취하지 않겠네."라고 답했다. 정인지는 자신을 나라고 지칭하고 세조를 그대라고 하였다. 세조는 아연실색했고, 신하들의 얼굴은 하얗게 질려 버렸다. 9월 16일부터 9월 30일까지 사헌부, 사간원을 비롯 의정부, 충훈부, 육조에서 탄핵이 올라와 정인지에게 극형을 내리라고 주청했다. 하지만 세조는 술에 취해 실수한 것이라며 논하지 말라고 당부했다. 이후에도 거듭 탄핵이 올라왔지만 그때마다 세조는 이를 무마시켰다.
1459년 8월 1일 정인지는 연회자리에서 술에 취해 세조에게 전왕을 지칭하는 태상(太上)이라 불렀다. 이에 양사에서는 그가 다른 뜻이 있다는 이유로 탄핵을 가하였다. 세조는 또 용서하려 했지만 계속 탄핵상소가 올라오므로 파직시킨 후 외방종편(外方從便)의 형을 내렸다. 1459년 9월 아버지 정흥인의 고향인 부여로 유배, 안치되고 말았다. 그러나 3개월 뒤인 11월 6일 세조는 친히 그를 석방시키면서 역마를 타고 올라오게 했고, 12월 7일에는 품계 고신을 돌려주었다. 1460년 10월 3일 다시 하동부원군에 봉하였다. 1465년(세조 11년) 나이 70세에 고령을 이유로 치사(致仕)를 청하였으나 허락을 받지 못하고 세조는 궤장(几杖)을 하사하였다.

### 생애 후반

#### 남이의 옥사와 성종 지지
1466년 관제개혁령으로 부원군호가 군호로 개칭되면서 하동군(河東君)으로 작위가 고쳐졌다.
1467년(세조 13) 원상에 임명되어 국정의 논의와 처결의 실권을 장악하였고, 1468년(세조 14년) 세조가 병으로 죽자 예종 즉위 초반까지 한명회, 신숙주 등과 함께 원상의 한 사람으로서 혼란을 수습하고 정사를 보았다.
1468년(예종 즉위년) 유자광의 밀고를 받은 예종이 남이의 옥사를 일으키자 남이의 처벌 주장에 동조하였다. 그 해 한명회, 신숙주 등과 함께 남이(南怡)·강순을 국문, 옥사를 다스린 공으로 익대 공신(翊戴功臣) 3등에 녹훈되었다. 1469년 예종이 죽자 의경세자의 차남 자을산군을 지지하였다.
1470년(성종 1년) 원상(院相)으로서 국정을 총괄하기도 했다. 그해 다시 부원군으로 진봉되어 하동부원군이 되고, 다시 경연영사(經筵領事)에 임명되었다. 1471년 성종의 즉위를 지지한 공로로 좌리공신(佐理功臣) 2등에 책록되었다.

#### 만년
퇴청 때나 휴일에도 쉬지 않고 학동들과 문하생들에게 글을 가르치는 것으로 소일하였다. 집에서 쉬는 날에는 아이들을 가르치는 것으로 낙을 삼아 게으름을 잊고 또 글을 가르치다가 주로 어른을 공경하는 글귀와 순수한 말에 이르면 반복하여 가르치고, 제자들을 모아 놓고 몸소 계율을 가르쳤다. 그는 늘 "요(堯)임금의 덕(德)은 윤공극양(允恭克讓)이라 하시고 순(舜)임금의 덕(德)은 온공윤색(溫恭允塞)이라 하시며 휘유의공(諱柔懿恭)은 문왕(文王)의 덕목(德目)이며, 온량공검(溫良恭儉)은 공자(孔子)님의 덕목이라"하고 "옛날 성인들이 살아오신 것을 보면 이렇게 덕을 숭상하고, 또 공경하였으니, 그 아래 사람들이 어찌 감히 어른들을 무시할 수 있었겠는가." 하시고, "지금 사람들을 보면 편히만 살려고 하여 남을 무시하는 기운이 있으니 어찌 부끄럽지 않겠느냐" 하며 수기와 겸손을 강조하였다.
또한 성리학자이기도 했던 그는 스스로 상장가례(喪葬家禮) 등을 지어 "제사 모실 때 쓰는 제물은 소채로 검소하게 하고 옷을 해 입을 때도 금(金)이나 옥(玉), 보배, 구술 같은 것을 달지 말 것이며, 절약하는데 힘쓰고 또 더욱 경계할 것은 신불(神佛)을 믿지 말라"고 당부하였다.

#### 은퇴와 죽음
이후 영경연사 겸 부원군 자격으로 정사에 참여하였다. 1478년(성종 9년) 성종은 호학 및 당시의 문운융성과 학문 연구 장려를 위해 연로함과 덕망을 두루 구비하고 명망이 높은 유학자를 삼로오경(三老五更, 왕사(王師))으로 임명하여 국정을 자문함과 동시에 문풍을 더 한층 진작시키자는 제안을 하고 그를 삼로로 선정하였다.
그러나 그를 왕사로 추대하기 직전에 대간으로부터 "한미한 가문에서 자수성가하여 기신하였으나 식화(殖貨)에 전념하여 재산을 치부하였으니 존경할만한 인물로는 불가하다."라는 반대가 있었다. 그러자 한명회(韓明澮) 등의 대신들은 "정인지의 식화는 장리(長利)에 불과하였으니 큰 흠이 될 수 없다."라고 하면서 그를 왕사로 추대하는 것을 적극 지지하였으나, 결국 왕사로 추대되기 직전 병으로 죽었다.
조선 초기의 대표적 학자로 천문·역법·아악에 관한 많은 책을 편찬하였으며, 김종서 등과 《고려사》를 찬수했다. 세종을 도와 성삼문·신숙주 등과 《훈민정음》 창제에 중요한 역할을 했으며, 《용비어천가》를 지을 때도 큰 역할을 담당했다.
조선전기의 학문 발전과 저술, 간행 사업 등에 두루 공헌하였다. 1478년 11월 26일에 사망하니 당시 그의 향년 82세였다. 사후 문성(文成)의 시호가 내려졌다.

### 사후
정인지 묘소는 충청북도 괴산군 불정면 외령리에 있다. 1980년 11월 13일 충청북도의 기념물 제33호로 지정되었다. 아들 정숭조는 호조판서로 하남부원군에 올랐고, 아들 정상조는 좌찬성을 지냈는데, 상조의 손녀이자 정세호의 딸인 하동부대부인 정씨는 선조의 생모가 된다. 한편 사림파 학자인 정여창은 그의 8촌 형제간인 복주(復周)의 손자였다. 그러나 폐비 윤씨의 폐출을 막지 않았다는 죄로 1504년(연산군 10년) 연산군의 명으로 비석을 넘어뜨리고 훼손당하는 화를 당하였다. 그의 비석은 선조 때 다시 비를 건립하였다. 괴산의 문성전 등에 배향되었다.
세조 말기부터 정계에 진출한 사림파는 정몽주 학파였으나, 그가 세종의 유지를 버리고 수양대군을 지지한 일로 선배로 인정하지 않고 비판을 가하였다. 또한 남이의 옥사가 억울한 죽음이라는 시각이 중종때 이후로 보편화되면서 그는 비판, 성토의 대상이 되었다. 또한 그의 용비어천가는 한글로 된 초기 작품임에도 폄하되어 주목, 가치를 인정받지 못하였다.
신도비는 서거정이 찬하였으나 후에 실전되면서 1958년 서거정이 지은 비문을 후일 4대 대통령을 지낸 윤보선의 글씨로 다시 써서 세웠다. 1970년대 한글 창제과정을 연구하는 가운데 그의 공적이 알려지면서 재평가되기 시작하였다.

## 가족 관계
세조와는 이중의 인척관계를 형성하였는데 아들 정현조는 세조의 딸 의숙공주의 남편이었고, 손자이자 정숭조의 아들인 정승충은 세조의 서자 덕원군의 딸과 결혼하여 이중의 인척관계를 형성하게 된다. 또한 아들 정광조는 정의공주의 사위로서 세종의 외손녀사위이기도 했다.
4남 정경조를 통해서 한확, 소혜왕후 일가와도 사돈이 되고, 그의 증손녀는 공빈 김씨의 할머니가 된다.
- 조부 : 정을귀(鄭乙貴)
- 부 : 정흥인(鄭興仁, 1363년 - 1436년)
- 모 : 흥덕진씨(興德陳氏) - 진천의의 딸
  - 누나 : 정씨 - 정분의 처
- 부인 : 한양조씨, 조후(趙侯, 본관은 한양)의 딸
  - 장남 : 정광조(鄭光祖) - 정의공주의 사위(세종의 외손녀사위). 막내동생 정상조는 처남인 안온천의 사위이므로 처조카사위도 된다.
  - 사위 : 권금성(權金成) - 희빈홍씨의 외조부
- 부인 : 경주이씨, 이휴(李携, 본관은 경주)의 딸, 좌정승 이성중(李誠中)의 손녀
  - 차남: 하성군(河城君) 정현조(鄭顯祖, 1440년 - 1504년) - 의숙공주(懿淑公主)의 남편, 이징의 딸과 재혼
  - 며느리 : 의숙공주 - 소생 없음
  - 며느리 : 우계이씨 - 손자녀 9남 1녀
    - 손자 : 정승수(鄭承秀)
    - 손자 : 정승영(鄭承英)
    - 손자 : 정승장(鄭承?)
    - 손자 : 정승화(鄭承華)
    - 손자 : 정승란(鄭承蘭)
    - 손자 : 정승무(鄭承武)
    - 손자 : 정승범(鄭承範)
    - 손자 : 정승온(鄭承蘊)
    - 손자 : 정승동(鄭承董)

  - 삼남: 하남군(河南君) 정숭조(鄭崇祖, 1442년 - 1503년)
    - 손자 : 정승렴(鄭承廉) = 유자신(광해군의 장인)의 외조부
      - 증손녀 : 하동 정씨(1510-1587) = 유자신(1541-1612)의 어머니 = 문성군부인 유씨의 할머니 & 증손녀 사위 : 류잠(1509-1576) = 유자신의 아버지

    - 손자 : 정승근(鄭承謹)

  - 사남 : 정경조(鄭敬祖, 1455년 - 1498년 7월) 계양군(桂陽君) 이증(李璔)의 사위
  - 며느리 : 전주이씨, - 세종의 서자 계양군(桂陽君) 이증(李璔)의 딸
  - 며느리 : 여주이씨, 이계손(李繼孫)의 딸
    - 손자 : 정승우(鄭承佑)

  - 오남 : 정상조(鄭尙祖) - 정의공주의 손녀사위
    - 손자 : 정세호(鄭世虎)-선조의 외조부
- 외조부 : 진천의(陳千儀, 본관은 흥덕(興德))

## 정인지가 등장하는 작품
- 《설중매》 (MBC, 1984년~1985년 배우:정승현)
- 《파천무》 (KBS, 1990년 배우:이신재)
- 《한명회》 (KBS, 1994년 배우:한인수)
- 《왕과 비》 (KBS, 1998년~2000년 배우:박웅)
- 《대왕 세종》 (KBS, 2008년 배우:이진우)
- 《뿌리깊은 나무》 (SBS, 2011년 배우:박혁권)
- 《인수대비》 (JTBC, 2011년~2012년 배우:우상전)
- 《장영실》 (KBS, 2016년 배우:정의갑)

### 연극, 영화
- 《태》 (1997년, 2007년, 배우:오영수)
- 《전하의 봄》 (2012년, 배우:이진복)

## 저서 및 작품

### 주요 저서
- 《훈민정음예해 (訓民正音例解)》
- 《학역재집》
- 《역대역법》

#### 공저
- 《고려사》
- 《고려사절요》
- 《역대병요》
- 《훈민정음》
- 《사륜오집》
- 《자치통감훈의》 (資治通鑑訓義)
- 세종실록

### 작품
- 세종대왕 영릉 묘비문
- 안맹담신도비(1466년)
- 봉사조선창화시권 - 보물 제1404호

## 공신호
- 정난공신(靖難功臣) 1등
- 좌익공신(左翼功臣) 2등
- 익대공신(翊戴功臣) 3등
- 좌리공신(佐理功臣) 2등

## 학문적 성과

### 서적 편찬과 중수 주관
1431년 정초(鄭招)와 함께 역법을 설명한 《칠정산내편》을 저술하였고, 1445년 의정부우참찬으로 재직 중에는 《치평요람(治平要覽)》을 찬진하였다.
1451년 김종서 등과 함께 《고려사》 편찬과 수정, 보수하는데 참여하였고, 1452년(문종 2) 초에는 김종서 등과 함께 《고려사절요》 편찬에 참여하여 1452년 이를 완성시켰다.

### 한글 창제
1425년부터 1446년에는 훈민정음 창제 작업에 참여하여 성삼문, 신숙주 등과 함께 어문 연구에 참여하거나 이를 지원하였다.

### 가곡 관련
권제, 안지 등과 함께 용비어천가를 짓기도 했다. 이는 조선 세종의 6대 조상인 목조, 익조, 도조, 환조, 태조, 태종의 업적과 공덕을 찬양하는 노래로 조선건국의 정당성을 설명한 것이다.
용비어천가는 당시 당대의 이념에 따른 제작 의도가 반영되어 있다고 할 수 있다. 고려의 신하로서 고려 왕조에 반기를 들게 한 정도전이 정리한 고려사와 정도전의 일을 비판적으로 생각한 하륜이 쓴 태조실록과 정도전의 고려사를 못마땅하게 생각한 태종의 뜻이 반영된 고려사를 바탕으로 정인지 등이 용비어천가를 지어냈다. 이렇게 하여 작성된 용비어천가는 당대의 이념이 반영되었음을 보여준다.
김종서와 함께 고려사를 편찬하면서 삼국시대와 통일신라, 고려조의 가곡들의 제목을 수집, 수록하여 고려사악지라 이름붙였다.
정인지 등은 고려사를 편찬하고 그 중 고려사악지를 엮어 고려 시가를 일단 역사적 측면에서 비판 정리하였다. 특히 실전(失傳)하고 없는 신라·백제·고구려·고려의 시가들에 대한 제목과 유래가 기록되어 있어 이 곡들의 존재를 후세에 알리게 했다.

## 평가와 비판
문감(文鑑)의 눈이 밝아 여대(麗代)의 문사(文士)들을 잘 평하였고, 천문(天文), 역법(曆法), 아악(雅樂) 등에 관한 많은 책을 편찬하였으며, 김종서(金宗瑞) 등과 ≪고려사 高麗史≫를 찬수(撰修)하였다. 역사에도 능하고 고전에 밝았다. 천성이 영매하고, 도량이 넓고 맑은 하늘같이 깨끗하며 평생 나쁜 말이나 성내어 얼굴빛을 붉히지 않으며 성품 또한 검약하여 의복과 음식 그리고 대궐에 등청(登廳)하실 때 교자(轎子)등도 평범하게 하였고 대궐에서도 너무 지나치게 치례하는 일은 하지 않으셨으며 집에 계실 때도 반드시 새벽에 일어나 세수하시고 머리 빗고 백가제서(百家諸書)를 손수 다 풀어 통달하시었으며 특히 역학(易學)을 연구하는데 정진하셨으므로 호(號)를 학역재(學易齋)라 하였다.
세종 때 집현전 대제학으로서 성삼문(成三問), 신숙주(申叔舟) 등과 훈민정음(訓民正音) 창제에 공이 컸고 훈민정음예제(訓民正音解例) 끝에 서문을 썼으며, 안지(安止), 최항(崔恒) 등과 <용비어천가 龍飛御天歌>를 지음으로써 국어국문학사에도 크게 기여하였다. 그러나 집현전학사들 중 단종을 부탁한다는 세종의 유언을 저버리고 수양대군의 편에 가담한 일 때문에 세조 말년부터 정계에 진출한 사림파로부터 비판과 경멸의 대상이 되었다.
또한 중종조 이후로 남이의 옥사가 유자광, 한명회 등의 계략에 의한 것이라는 시각이 보급되면서 그는 후대의 사림파들에게 엄청난 비난을 받게 된다. 이후 조선시대 내내 비판받다가 1970년대 이후 한글 창제 과정에 대한 연구를 하면서 재평가 분위기가 나타나기 시작했다.

## 기타
그는 막걸리를 보고 젖과 막걸리는 생김새가 같다 하며 아기들이 젖으로 생명을 키워 나가듯이 막걸리는 노인의 생명을 키워나가는 노인의 젖줄이라고 비유했다.
단종이 청령포로 유배되자 단종을 모시던 궁녀들이 따라가서 모시려고 하였는데, 이때 정인지는 궁녀를 단 한 명도 보내줘서는 안된다고 적극 반대하여 무산시켰다. 야사에 의하면 그날 밤 세종대왕이 꿈에 나타나 그에게 저주를 내렸다고 한다.

### 학맥
학통상으로는 정몽주의 학파였다. 그러나 아버지 정흥인은 정도전의 문하였는데 5세부터 13세, 성균관에 입학하기 전 까지는 부친으로부터 학문을 익혔다. 학맥상으로는 백이정과 안향에게까지 거슬러 올라가는데, 백이정, 안향→이제현→이색→정몽주/정도전→권우→정인지로 이어진다. 왕자 시절의 충녕대군(세종대왕)을 가르쳤던 성리학자 권우가 그의 스승이었다.
백이정, 안향→이제현→이색→정도전→정흥인→정인지

　　　　　　　　　　　　　→이숭인

　　　　　　　　　　　　　→정몽주→권근

　　　　　　　　　　　　　　　　　　→권우→세종대왕

　　　　　　　　　　　　　　　　　　　　　→정인지

　　　　　　　　　　　　　　　　　　→길재→김숙자→김종직→정여창

　　　　　　　　　　　　　　　　　　　　　　　　　　　　　→김굉필→조광조

　　　　　　　　　　　　　　　　　　　　　　　　　　　　　　　　　→김안국

　　　　　　　　　　　　　　　　　　　　　　　　　　　　　　　　　→김정국

　　　　　　　　　　　　　　　　　　　　　　　　　　　　　→주계부정 이심원

　　　　　　　　　　　　　　　　　　　　　　　　　　　　　→김일손

　　　　　　　　　　　　　　　　　　　　　　　　　　　　　→김전

　　　　　　　　　　　　　　　　　　　　　　　　　　　　　→남곤

그러나 그는 단종을 부탁하는 세종의 청을 저버리고 수양대군의 편에 섰고, 이후 세조 말년부터 중앙 정계에 진출한 같은 정몽주학파의 후배들에게 선배로 인정받지 못하고 지탄과 조롱의 대상이 되었다.

## 같이 보기
| - 집현전 - 고려사 - 계유정난 - 세조 반정 - 단종 복위 운동 - 정현조 - 정숭조 - 정상조 - 정여창 - 정창서 - 하동부대부인 - 권우 - 권근 - 정몽주 - 한명회 | - 용비어천가 - 훈민정음 - 성삼문 - 신숙주 - 봉석주 - 정창손 - 세조 - 예종 - 안평대군 - 길재 - 김숙자 - 정승근 - 정세호 - 의숙공주 - 김종직 | - 하위지 - 정의공주 - 권람 - 봉석주 - 김질 - 정창손 - 한확 - 홍윤성 - 사육신 - 양정 - 최만리 - 김문 - 선조 - 서울 세종 영릉 신도비 |

## 참고 자료
- 문성공 정인지의 생애
- 문성공 정인지의 업적과 사상